# Isaac Azcuy
Isaac Azcuy Oliva (ur. 3 czerwca 1953 w Pinar del Río) – kubański judoka. Srebrny medalista olimpijski z Moskwy.
Zawody w 1980 były jego drugimi igrzyskami olimpijskimi, debiutował w Monachium w 1972. Walczył w kategorii do 86 kg (waga średnia), w finale pokonał go Jürg Röthlisberger. Był medalistą mistrzostw kontynentu, złotym medalistą igrzysk panamerykańskich w 1983 i wielokrotnym medalistą mistrzostw Kuby, m.in. 7 razy zostawał mistrzem kraju seniorów.